# 原本以為只是手機掉了 最終章駭客遊戲
《原本以為只是手機掉了 最終章駭客遊戲》(日语：スマホを落としただけなのに 〜最終章〜 ファイナル ハッキング ゲーム)於2024年11月1日上映。導演延續前兩部作品，由中田秀夫執導，主演為成田凌。此外，本片部分場景也於韓國取景拍攝。

## 演員
- 浦野善治：成田凌[1] 猟奇殺人鬼，同時也是天才駭客。
- 斯敏（스민）：權恩妃[1] 反政府組織「木槿花」成員。
- 金剛勳（김강훈）：大谷亮平[1] 「木槿花」的作戰總指揮，企圖策劃針對日韓首腦會談的恐怖行動。
- 加賀谷美乃里：白石麻衣[1] 前作結尾與加賀谷學結婚，繼續參與案件相關情節。
- 兵藤彰：井浦新[1] 公安部刑警，是加賀谷學父親的前部下。
- 鄭學成（정학성）：佐野史郎[1] 韓國剝製師，與事件有關的重要人物。
- 窪田逸子：真飛聖[1] 內閣官房網路安全室室長，負責相關對策。
- 長瀬明：豬塚健太[1] 崇拜浦野善治的年輕駭客。
- 瀨戶千春：高石明里[1] 咖啡廳店員，實際上是浦野的忠實支持者兼駭客。
- 富田誠：田中圭（特別出演） 在故事中扮演關鍵角色。[1]
- 毒島徹：原田泰造（特別出演）[1] 加賀谷的前上司。
- 加賀谷學：千葉雄大[1] 原為安全公司員工，現調任內閣官房網路安全室，繼續解決複雜案件。

## 幕後製作團隊
- 原作：志駕晃 《只是不小心掉了手機：戰慄的巨型都市》（寶島社文庫）。
- 導演：中田秀夫 知名恐怖電影大師，延續系列前兩部執導經驗。
- 劇本：大石哲也 資深編劇，擅長懸疑與驚悚題材。
- 音樂：堤博明、川井秀廣 負責渲染全片緊張與懸疑氛圍的配樂。
- 主題曲：imase〈Dried Flower〉（Virgin Music / 環球音樂） 為電影量身打造的動人主題曲。
- 企劃與製作：刀根鐵太[4] 具備豐富製片經驗，推動本作完整呈現。
- 製作人：辻本珠子、星野秀樹[4] 總負責整體製作計劃與執行細節。
- 音樂製作人：溝口大悟、笹原綾[4] 全權掌控配樂與音效的設計與製作。
- 攝影：花村也寸志[4] 捕捉全片緊張懸疑場景的重要人物。
- 燈光：志村昭裕[4] 專業燈光設計，強調陰影與光線的氛圍感。
- 美術：塚本周作[4] 構築電影中細膩而具現代感的場景設計。
- 道具：松尾文子、大原清孝[4] 負責細節道具的準備與設置，增添真實感。
- 錄音：秋元大輔[4] 提供高品質現場聲音收錄。
- 音效：大河原將[4] 設計震撼人心的聲音效果。
- 剪輯：青野直子[4] 負責影片節奏掌控與畫面精緻度的後製剪輯。
- 服裝設計：宮本茉莉[4] 依據角色需求量身打造服飾，增添個性化。
- 化妝與造型：外丸愛[4] 提供符合角色背景的專業造型設計。
- 視覺效果（VFX）總監：淺野秀二[4] 創造電影中震撼且真實的視覺特效場景。
- 場記：柳沼由加里 確保拍攝細節與連貫性。
- 副導演：佐伯龍一 輔助導演掌控全場拍攝進度。
- 製作管理：馬渕敦史 負責全片製作的執行管理與協調工作。
- 發行：東寶 台灣觀眾熟悉的日本電影發行公司。
- 製作公司：Twins Japan 日本知名影視製作公司，負責本片的拍攝與製作。
- 製片公司：電影《只是不小心掉了手機：最終章》製作委員會 包括TBS電視台、東寶、每日放送、Pony Canyon等多家知名公司聯合出資製作。